# Patrick McCabe (écrivain)
Pour les articles homonymes, voir Patrick McCabe.
 (août 2019).
Si vous disposez d'ouvrages ou d'articles de référence ou si vous connaissez des sites web de qualité traitant du thème abordé ici, merci de compléter l'article en donnant les références utiles à sa vérifiabilité et en les liant à la section « Notes et références ».
Œuvres principales
- Le Garçon boucher (en)
- Breakfast on Pluto (en)

Patrick McCabe, né le 27 mars 1955 à Clones, petite bourgade au Nord-Ouest du comté de Monaghan en Irlande, est un écrivain irlandais.
Patrick McCabe développe les thèmes de la folie et de l'absurde dans ses romans où les personnages peinent à s'accommoder d'une modernité récente dans l'Irlande rurale. Le tout est souvent servi par un humour macabre.

## Œuvres

### Romans
- (en) Music on Clinton Street, Raven Arts Press, 1986
- (en) Carn, Aidan Ellis, 1989
- Le Garçon boucher (en), Plon, coll. « Feux croisés », 1996 ((en) The Butcher Boy, Picador, 1992), trad. Edith Soonckindt-Bielok, 218 p.  (ISBN 978-2259180603)Nommé pour le prix Booker, a remporté l’Irish Times / Aer Lingus Prize
- (en) The Dead School, Picador, 1995
- Breakfast on Pluto (en), Asphalte, 2011 ((en) Breakfast on Pluto, Picador, 1998), trad. Audrey Coussy, 201 p.  (ISBN 978-2-918767-15-2)
- (en) Mondo Desperado, Picador, 1999
- (en) Emerald Germs of Ireland, Picador, 2001
- (en) Call Me the Breeze, Faber, 2003
- (en) Winterwood, Bloomsbury, 2006
- (en) The Holy City, Bloomsbury, 2009
- (en) The Stray Sod Country, Bloomsbury, 2010
- (en) Hello and Goodbye, 2013
- (en) The Big Yaroo, 2019
- (en) Poguemahone, 2022

### Littérature enfantine
- (en) The Adventures of Shay Mouse, Raven Arts Press, 1985

### Théâtre
- Le Goret, Espaces 34, 2012 ((en) Frank Pig Says Hello, Methuen, 1998), trad. Séverine Magois, 120 p.  (ISBN 978-2-84705-097-4)La pièce a été montée en 1992
- Loco County Lonesome, 1994.

### Films
- A Mother’s Love Is a Blessing. RTE : 1994.
- The Butcher Boy, (coécrit avec Neil Jordan), 1998
- Breakfast on Pluto (2005) avec Cillian Murphy et Liam Neeson